# Aire urbaine d'Avallon
L'aire urbaine d'Avallon est une aire urbaine française centrée sur la ville d'Avallon.

## Caractéristiques
D'après la définition qu'en donne l'INSEE, l'aire urbaine d'Avallon est composée de 35 communes, situées dans l'Yonne. Ses 15 075 habitants font d'elle la 300e aire urbaine de France.
Une seule commune de l'aire urbaine est un pôle urbain.
Le tableau suivant détaille la répartition de l'aire urbaine sur le département (les pourcentages s'entendent en proportion du département) :
| Département | Communes | Communes (%) | Superficie (km²) | Superficie (%) | Population (2017) | Population (%) |
| ----------- | -------- | ------------ | ---------------- | -------------- | ----------------- | -------------- |
| Yonne       | 35       | 5,18         | 446,2            | 6              | 15 075            | 4,46           |

## Communes
Voici la liste des communes françaises de l'aire urbaine d'Avallon.
| Code INSEE | Commune                     | Type                  | Département | Superficie (km²) | Population (2013) | Densité (hab./km²) |
| ---------- | --------------------------- | --------------------- | ----------- | ---------------- | ----------------- | ------------------ |
| 89008      | Angely                      | Commune monopolarisée | Yonne       | +0008,62         | +00 000158,       | +00018,            |
| 89009      | Annay-la-Côte               | Commune monopolarisée | Yonne       | +0012,92         | +00 000348,       | +00027,            |
| 89011      | Annéot                      | Commune monopolarisée | Yonne       | +0006,13         | +00 000128,       | +00021,            |
| 89022      | Athie                       | Commune monopolarisée | Yonne       | +0004,9          | +00 000137,       | +00028,            |
| 89025      | Avallon                     | Pôle urbain           | Yonne       | +0026,75         | +0 0006 572,      | +00246,            |
| 89044      | Blannay                     | Commune monopolarisée | Yonne       | +0007,26         | +00 000114,       | +00016,            |
| 89058      | Bussières                   | Commune monopolarisée | Yonne       | +0011,62         | +00 000125,       | +00011,            |
| 89089      | Chastellux-sur-Cure         | Commune monopolarisée | Yonne       | +0010,55         | +00 000136,       | +00013,            |
| 89109      | Cisery                      | Commune monopolarisée | Yonne       | +0004,7          | +000 00052,       | +00011,            |
| 89128      | Coutarnoux                  | Commune monopolarisée | Yonne       | +0008,68         | +00 000141,       | +00016,            |
| 89134      | Cussy-les-Forges            | Commune monopolarisée | Yonne       | +0013,62         | +00 000338,       | +00025,            |
| 89145      | Domecy-sur-Cure             | Commune monopolarisée | Yonne       | +0020,57         | +00 000388,       | +00019,            |
| 89146      | Domecy-sur-le-Vault         | Commune monopolarisée | Yonne       | +0006,21         | +000 00088,       | +00014,            |
| 89159      | Étaule                      | Commune monopolarisée | Yonne       | +0008,89         | +00 000369,       | +00042,            |
| 89188      | Girolles                    | Commune monopolarisée | Yonne       | +0016,35         | +00 000169,       | +00010,            |
| 89190      | Givry                       | Commune monopolarisée | Yonne       | +0008,43         | +00 000186,       | +00022,06          |
| 89203      | Island                      | Commune monopolarisée | Yonne       | +0020,64         | +00 000193,       | +0 0009,35         |
| 89232      | Lucy-le-Bois                | Commune monopolarisée | Yonne       | +0010,59         | +00 000314,       | +00029,65          |
| 89235      | Magny                       | Commune monopolarisée | Yonne       | +0030,75         | +00 000877,       | +00028,52          |
| 89248      | Menades                     | Commune monopolarisée | Yonne       | +0005,7          | +000 00059,       | +00010,35          |
| 89267      | Montréal                    | Commune monopolarisée | Yonne       | +0007,41         | +00 000203,       | +00027,4           |
| 89306      | Pontaubert                  | Commune monopolarisée | Yonne       | +0003,91         | +00 000409,       | +00104,6           |
| 89316      | Provency                    | Commune monopolarisée | Yonne       | +0011,88         | +00 000210,       | +00017,68          |
| 89333      | Saint-André-en-Terre-Plaine | Commune monopolarisée | Yonne       | +0014,26         | +00 000183,       | +00012,83          |
| 89336      | Saint-Brancher              | Commune monopolarisée | Yonne       | +0022,02         | +00 000321,       | +00014,58          |
| 89339      | Sainte-Colombe              | Commune monopolarisée | Yonne       | +0018,48         | +00 000206,       | +00011,15          |
| 89347      | Saint-Germain-des-Champs    | Commune monopolarisée | Yonne       | +0035,92         | +00 000382,       | +00010,63          |
| 89351      | Sainte-Magnance             | Commune monopolarisée | Yonne       | +0019,37         | +00 000468,       | +00024,16          |
| 89378      | Sauvigny-le-Bois            | Commune monopolarisée | Yonne       | +0015,34         | +00 000778,       | +00050,72          |
| 89379      | Savigny-en-Terre-Plaine     | Commune monopolarisée | Yonne       | +0008,69         | +00 000171,       | +00019,68          |
| 89392      | Sermizelles                 | Commune monopolarisée | Yonne       | +0007,01         | +00 000290,       | +00041,37          |
| 89406      | Talcy                       | Commune monopolarisée | Yonne       | +0006,88         | +000 00090,       | +00013,08          |
| 89410      | Tharot                      | Commune monopolarisée | Yonne       | +0002,35         | +000 00097,       | +00041,28          |
| 89415      | Thory                       | Commune monopolarisée | Yonne       | +0008,25         | +00 000210,       | +00025,45          |
| 89433      | Vault-de-Lugny              | Commune monopolarisée | Yonne       | +0015,2          | +00 000324,       | +00021,32          |
| 89485      | Voutenay-sur-Cure           | Commune monopolarisée | Yonne       | +0010,04         | +00 000230,       | +00022,91          |
|            | Total                       |                       |             | +0446,2          | +00015 075,       | +00033,8           |

## Population
| 1968   | 1975   | 1982   | 1990   | 1999   | 2007   | 2012   | 2017   |
| ------ | ------ | ------ | ------ | ------ | ------ | ------ | ------ |
| 15 217 | 16 456 | 16 739 | 16 820 | 16 591 | 15 932 | 15 985 | 15 075 |

En 2017, l'aire urbaine est composée de 15 075 habitants, pour une superficie de 446,2 km2, soit une densité de population de 33,8 hab/km2. Entre 2001 et 2017, la population a baissé de 1,2%, principalement en raison du solde des entrées et des sorties (-1%) que du solde naturel (-0,1%). Le nombre de ménages s'élève à 7 181.
En 2018, le nombre de naissances atteint 126 pour 154 décès.

## Logement
Entre 1968 et 2017, dans l'aire urbaine, le nombre de logements est augmentation constante passant de 6 595 à 9 749.
La principale augmentation concerne les résidences principales qui passent sur la période de 4 896 à 7 181. Les résidences principales sont en très grande majorité des maisons avec un nombre moyen de pièces de 4,3, majoritairement anciennes (antérieures à 1919). Les deux tiers des résidences principales sont occupées par leurs propriétaires.
Le nombre de logements secondaires varie peu (1 179 à 1 271. Les logements vacants sont multipliés par deux et demi (520 à 1 298.

## Emploi
En 2017, 75% des 15-64 ans sont des actifs, dont la majorité travaille comme employés ou ouvriers. Les professions intermédiaires fournissent également un nombre d'emplois important.
Le taux de chômage s'élève à 13,6% en 2017, taux principalement élevé pour les 15-24 ans.

## Annexe